# 六甲アイランド南

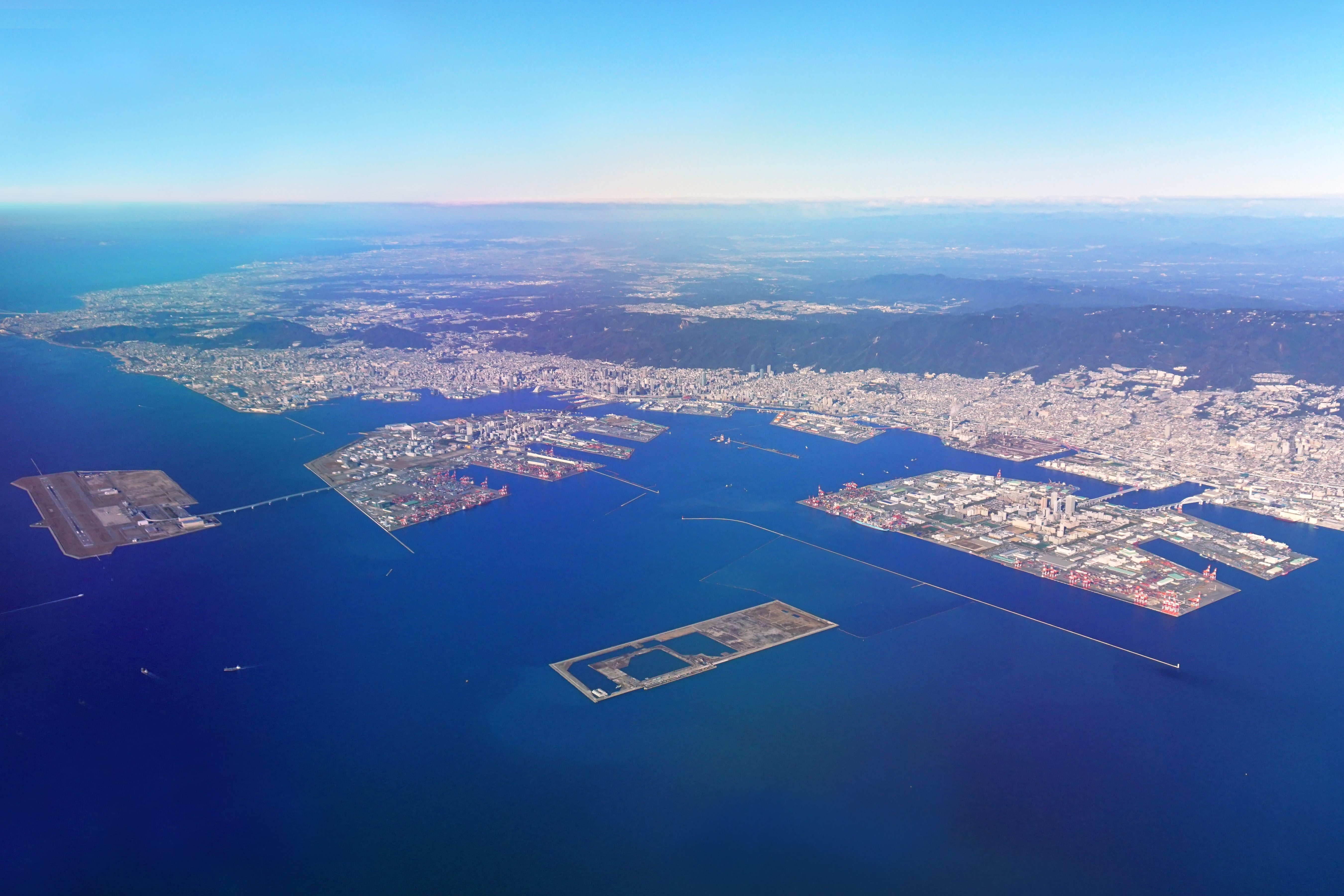
南東側上空から見た神戸港（2015年撮影）。中央手前に見える埋立地が「六甲アイランド南」。

六甲アイランド南（ろっこうアイランドみなみ）とは、神戸市東灘区六甲アイランドの南に位置する埋め立て中の人工島である。
六甲アイランド南では、現在大阪湾フェニックスセンターが行うフェニックス事業により廃棄物を処理する埋め立て工事が進められている。主に「神戸沖埋立処分場」と呼ばれており、面積は88ヘクタール、埋め立て容量は1500万立方メートルである。埋め立て完了は2030年に予定されている。約333ヘクタールの敷地には大規模なコンテナターミナルを設置するほか、ウォーターフロントの再開発、北側には緑地の設置も予定されており六甲ライナーの延伸も計画されている。さらに加工・製造業者も誘致し神戸港の需要を高める。
神戸市は、2017年5月19日に神戸ポートピアホテルで開港150年記念式典を開き、2050年を目標とした長期計画「神戸港将来構想」を発表した。「神戸港将来構想」では、次の2つの目標が掲げられており、コアプロジェクトの一つとして、六甲アイランド南に国際海上貨物の積み替え拠点「神戸港ロジスティクスターミナル」を建設する構想が発表された。
1. 「港湾・産業」の⽬標：グローバルなサプライチェーンの中で、新たな価値を生み出す港 ～神戸国際ロジスティクスパーク構想～
2. 「にぎわい・都市」の目標：ラグジュアリーな時・場・出会いで、新たな価値を生み出すみなと ～世界を魅了するウォーターフロント構想～

## 概要
神戸市は大型コンテナ船が寄港できる大深水岸壁の整備計画を1995年2月にまとめていたが、阪神・淡路大震災後の市の財政難もあり、被災した市民の生活再建を優先するため、2001年に六甲アイランド南におけるコンテナターミナル整備計画を凍結していた。しかし、貨物量の増大や中国・香港・台湾・韓国・シンガポールなどアジアのハブ港湾との競争の激化を背景に凍結を解除し、2020年度に改定する「神戸港港湾計画」に盛り込む予定である。神戸港では、物流施設の建設地を求める企業からの引き合いが増え、用地が足りなくなってきている。他港と比べて輸出入機能の利便性が相対的に低くなれば、兵庫県内メーカーの県外流出につながる懸念があるため、六甲アイランド南に国際競争力を持つ港湾物流拠点を整備することが急務になっている。現状ではポートアイランドや六甲アイランドの11カ所にコンテナターミナルが分散しているが、近年はコンテナ船の大型化などで運航コストを下げる流れが海運業界の主流になっており、上組の久保昌三会長（日本港運協会会長）ら港湾関係者から分散したコンテナターミナルを集約・再編・増設する必要性が指摘されている。コンテナターミナルを六甲アイランド南に集約することで、まとまった用地を活用できるようになる。また、ポートアイランドや六甲アイランドにおいて、定期借地権方式で民間企業などに貸し出している物流関連用地は、今後30年の間に借地期間満了を迎えるため、物流や産業用に新たな用地を捻出できる。そして、ウォーターフロントに立地している物流施設を、六甲アイランド南のコンテナターミナルに近く、空き地が生じるポートアイランドや六甲アイランドへ移転させれば、ウォーターフロントに都市再開発ができる用地が発生する。このようにして港湾施設の再編を進め、「港湾・産業」と「にぎわい・都市」の両面で、神戸港の持続的な発展に必要な用地を確保する。
流通から製造までを1か所で担う全国初のターミナルを目指して、学識経験者らでつくる研究会が、「神戸港将来構想」をより具体化させた中期の港湾計画の策定を進めてきた。中期計画では、今後10年後までに人工島の埋め立てが進んだ部分に大規模ターミナルを一部整備した上で、荷役を効率的に行うため人工知能を導入する。平成30年台風第21号の被害を踏まえて高波や津波など災害に強い港湾施設を目指し、岸壁背後をかさ上げする方針が盛り込まれる見通しとなっている。

## 神戸港ロジスティクスターミナル
中国から東南アジア諸国（ASEAN）への生産機能を移転する動きがあり、東南アジアやインドへの移転が進むと、経済成長が見込まれる両地域から北米に輸出される貨物が増加し、国際物流の重心が中国から東南アジア方面に南下する変化が起きることが想定される。しかし、東南アジア各国を基幹航路が巡回することは想定しにくいし、河川に位置していて大型船用のバースを建設できない港湾もあるため、ASEAN域外でのトランシップ拠点が必要になると市の港湾局は予測している。地理的に有利な位置にある台湾が高雄港でこの需要を取り込む動きを見せているが、タイのレムチャバン港からロサンゼルス/ロングビーチ（LA/LB）港まで輸出する場合、高雄経由と神戸経由の輸送時間の差は5時間程度（速度24ノットの場合）であり、神戸にも商機があると考えられる。そのため、ロジスティクスターミナルを新設して、アジア～北米間のトランシップ需要を取り込むことを目指している。単なる積み替え港ではなく、西日本や東南アジア・インドの諸港から素材・部品・食品材料・原料を受け入れ、高度な流通・加工・製造機能によって貨物に付加価値を付けて北米などに再輸出する拠点を形成する構想である。
| 神戸経由            | 海里  | 所要時間   | 高雄経由            | 海里  | 所要時間  |
| ------------------- | ----- | ---------- | ------------------- | ----- | --------- |
| レムチャバン - 神戸 | 2,932 | 05⽇02時間 | レムチャバン - ⾼雄 | 1,774 | 03⽇1時間 |
| 神戸 - LA/LB        | 5,433 | 09⽇10時間 | ⾼雄 - LA/LB        | 6,497 | 11⽇6時間 |
| 合計                | 8,365 | 14⽇12時間 | 合計                | 8,271 | 14⽇7時間 |